# 与野フードセンター
株式会社与野フードセンター（よのフードセンター、英: Yono Food Center Co., Ltd.）は、埼玉県さいたま市を中心に食品スーパーマーケットを展開する、さいたま市中央区の非上場企業。株式会社エコスの完全子会社。

## 概要
1960年（昭和35年）9月設立。2020年（令和2年）7月、エコスが完全子会社化した。
2024年2月末時点で、13店舗を展開している。店舗ブランドはエコス傘下入り前からの「フードガーデン」「ワイ・バリュー」のほか、エコス子会社化後にエコスグループの「TAIRAYA」に転換した店舗もある（→#店舗を参照）。
与野フードセンター本社は埼玉県さいたま市中央区の与野フードスポーツセンター（一心館）に所在。かつてはさいたま市中央区下落合の彩鮮館与野店に併設されていたが、再開発による建て替えに伴い移転（当初発表では仮移転となっていた）。
使用しているロゴマークは平仮名の「よ」と、八分音符「♪」を捩らせたようなデザインになっている。2020年現在の従業員の平均年齢は48.8歳。

## 歴史

### 昭和の草創期〜エコス傘下入りまで

#### 創業と経営者の変遷
1960年（昭和35年）に元与野市長井原勇の兄で与野市議会議員（のちに埼玉県議会議員）の井原弥一郎と代議士福永健司秘書の正野三郎が「ダイエー創業者中内功の“店は客のためにある”という主婦の店運動に共鳴して」旧与野市において創業したのが始まりである。
1972年（昭和47年）の初代社長・井原弥一郎の没後は正野三郎（専務、のちに代表取締役社長、代表取締役会長）、弥一郎の夫人・康子（代表取締役社長や代表取締役会長など）による経営を経て、弥一郎の長男で元与野市長井原勇の甥に当たり、東芝にコンピュータ関係の研究技術者として勤務しながら与野フードの非常勤取締役を務めていた筆頭株主の井原實が1996年（平成8年）7月1日に副社長に就任し商品部・店舗運営部を業管し、2年後の1998年（平成10年）10月26日には代表取締役社長に就任した。
2008年（平成20年）10月には井原實が会長に退き、取引先からの紹介で外部から招聘されていたヨークベニマル出身の植松秀夫代表取締役副社長が昇格し代表取締役社長となったが、2011年（平成23年）1月15日付で健康上の理由により退任した為、井原が代表取締役社長に復帰。また、エコスOBでエコス子会社「シーズンセレクト」（のちにマックスバリュ東海に売却）の代表取締役社長を務めた経験のある専務の永山竹敏が井原の信頼を得て社内での発言力を強める事となった。
高齢だったとはいえ、年末商戦を控えた時期に行われた突然の植松の退任発表は多くの店長や若手社員らを困惑させたが、最終的には彼の昔ながらの商人らしい気質や実直さ、裏表のない人柄は今時の経営者らしくはないかもしれないが得難いものであったと受け止められ、最後の店舗巡回の際には店長・従業員一同からの花束を渡す店舗もあり、皆から惜しまれつつの勇退となった。
その後はセルコチェーンを通じて関わりの深いエコスとの結び付きを強める中で、エコス副社長の木村幸治が与野フードの代表取締役社長を兼任する等、商品政策だけでなく経営幹部の構成にもエコスの意向や影響が色濃く現れるようになった。

#### 業態規模と経営方針の変遷

##### 駅前小規模店舗から「Yバリュー」への転換
1990年代半ばから、創業当初に開店させた駅前立地の小規模店舗の多数展開からの転換の第一歩として、1995年（平成7年）7月1日に既存の七里店（18年間営業）を高品質・高鮮度、低価格を両立させたDS（ディスカウントストア）業態に転換して「Yバリュー七里店」として新装開店したのを嚆矢に既存店の業態転換を進めた。
その一方で、Yバリュー業態の新規出店についても吉野町店などの3店舗の開店に続けて1997年（平成9年）12月13日に宮原西口店を開店するなど新たな主力業態としての展開を進めていった。
Yバリュー業態より小規模な店舗に対しては、1996年（平成8年）12月6日に赤山店を90坪強から140坪に増床する改装を行ってYバリュー業態の思想を取り入れた小型店の新業態「彩鮮館」に業態転換し、その後に改装した小型店でも与野フードの店名は変更しなかったもののその思想を取り込んだ「ミニバリュー店」とし、1998年（平成10年）にも4店舗を「彩鮮館」に転換するなど小規模な店舗の改装により活性化を進めると共に不採算店の閉鎖も進め、1999年（平成11年）8月には全30店舗中バリュー業態が15店舗と半数を占めるまでになった。
こうした店舗の置き換え（スクラップアンドビルド）による営業力強化策の効果により、1998年（平成10年）8月期には売上高約350億円の増収増益となった。

##### 「フードガーデン」の開業、物流の改善・IT導入による差別化など
1999年（平成11年）3月27日、低価格路線のYバリュー業態に生鮮・日配品の専門性を高めて味の良さと選択の幅を強調する新業態「バリュー・フードガーデン」の1号店として宮原東口店を開業し、主力業態のYバリューでも地方中小メーカーのこだわり商品を扱うなど商品の選択の幅を広げる商品力の強化を図った。
1999年8月期は387億円の売上高を目指していたが、前年比で売上増は確保したものの目標は未達成となった。
1999年（平成11年）10月23日に関西系スーパーのイズミヤが核店舗となっている栃木県小山市のJR小山駅前にある商業ビル内に「バリュー・フードガーデン小山店」を開業し、埼玉県外へ初めて進出するなど出店地域の拡大を図り、
2000年（平成12年）3月に北足立郡伊奈町に雪印アクセス（現在の日本アクセス）に運営を委託し一括物流センターを稼動させ、各店舗での日配・グロッサリー商品の検品を廃止すると同時に毎日発注・毎日納品へ切替えることで店頭在庫を約40%削減するなど、チェーン店としての強みを生かした合理化を図った。
しかし、2000年（平成12年）8月期は来店客数が増加したにも拘らず、客単価が前期比5%減と落ち込んだため売上高約344億円と売上が減少に転じることになった。
2000年9月14日には「フードガーデン新座店」を開業。「キッチンサポートコーナー」や店内で食事が出来る「イートインコーナー」など新たなサービスコーナーを導入すると共に、ドラッグストアマツモトキヨシの併設やNTTドコモの携帯電話によるインターネット接続サービス「iモード」での情報提供などの新たな取組みを盛り込み、特に「iモード」の活用はスーパー業界では先駆的な試みとして注目を集めた。
しかし、小規模な店舗が競合で劣勢になって苦戦するなどしたため2001年（平成13年）8月期は前期比6.5%減の売上高約321.7億円へ売上が一段と落ち込むことになった。
その為、惣菜・半調理品などの中食やミールソリューションと呼ばれる分野の強化や低価格商品とこだわり商品の拡充、店舗大型化と新規出店などの対策を進める2002年（平成14年）8月期からの中期四か年計画を立て、2006年（平成18年）8月期の売上高の目標を390億円とした。
その一環として2004年（平成16年）2月10日に初の自社開発PB(FOOD GARDEN SELECTION)50品目を発売。その他、FSP（優良顧客拡大）を目的に2002年から運用をスタートさせていた独自のポイントカード『ワイワイポイントカード』から得られる各単品の販売情報をメーカー・卸と共有し販促計画・手法へのフィードバックを試みた「YF共同マーケティング研究会」の発足、『ワイワイポイントカード』会員の携帯電話への各店舗オリジナルの「ワイワイ特売情報」のメール配信等、より一層地域に密着した店舗作りを目指す取り組みを進めた。

##### 経営戦略の行き詰まり、エコスによる買収へ
2004年8月期に「フードガーデン」3店舗（春日部大沼・佐知川・戸塚安行）を開業する一方で小型店1店舗（深谷）を閉店するなどの対応を取ったが、競合他社の出店攻勢の影響で既存店売上が上期が7%減で下期が4%減となったため2004年8月期の売上高は約275億円へと落ち込むことになった。
こうした競争激化に対応するため2005年（平成17年）8月期に小型店中心に7店舗（本町・江戸袋・伊奈栄・久喜・鴻巣東・行田・小山）を閉鎖。期末時点で店舗網を24に縮小して埼玉県内に経営資源を集中させ、売上高も前期比11%減の約250億円にまで縮小となった。
2004年（平成16年）には東京都への出店も具体化して物件の検討も進められたが、県内への経営資源を集中するという方針の展開に伴い立ち消えとなった。
こうした事業規模縮小による経営建て直しを進めた為、2005年3月に「フードガーデン日進店」をYバリューからの業態転換や敷地の移動を伴う大型改装による再開業後、2010年（平成22年）2月に「フードガーデン北与野店」（クイーンズ伊勢丹跡地の居抜き出店）を開業するまでの5年間に渡り新規出店は凍結され、2010年2月時点で22店舗へと店舗網を縮小することになった。
その後、2011年（平成23年）3月の東日本大震災直後こそ一時的な特需があったものの、復興期に入ると競合店の進出が相次ぎ、それに対する本部主導での有効な策が打ち出せないまま複数の店舗が営業不振による閉店に追い込まれ、2020年（令和2年）7月には、かつて30以上あった店舗数はその半分以下の14店舗にまで落ち込んだ。
長年に渡り深刻な経営不振に沈み、2019年8月期は8億6500万円の大幅な最終赤字。2014年8月期から売上高は30億円近く減少し、この間、最終損益は赤字続き。店舗閉鎖などに伴うリストラ費用が損益を圧迫した。本業のもうけを示す営業損益も2018年8月期から赤字に転落した。
正野が経営トップだった時代からコンスタントに掲載されていた日本食糧新聞のトップインタビュー記事がこの頃からほとんど無くなった事もあり、非上場企業である為に経営状況などが外部から見えづらいブラックボックス状態が続いていた。
債務超過寸前で辛うじて踏みとどまる中、2019年（令和元年）11月12日、翌年9月末日を目処に発行済株式の全てをエコスが取得し完全子会社化する方針が発表された。
エコス・与野フードともに中小規模のスーパー各社により構成されるボランタリーチェーン「協同組合セルコチェーン（セルコグループ）」に属しており、両社の創業者がセルコ役員を兼任するなど以前よりセルコを通じて強い結び付きがあった。その縁もあり、エコス子会社「マスダ」の社長を兼任した経験のある木村幸治エコス取締役副社長が2018年（平成30年）から兼務で与野フードセンターに代表取締役副社長として派遣され(のちに代表取締役社長に昇格)経営支援を行っていた。2019年8月期に8億円を超える最終赤字を計上したのも、エコスが主導して資産整理や人員圧縮など事業構造改革を集中的に実施した為とみられる。積年のうみを相当程度出し切ったタイミングを捉え、与野フードセンターの子会社化が決定された。
2020年（令和2年）5月には木村がエコス取締役副社長を任期満了により退任し、与野フードセンター代表取締役社長専従となった。
2020年7月14日、エコスと与野フードセンター株主（契約締結時は代表取締役会長井原實が100%所持）との間で株式譲渡契約が締結された。取得株式数は370,374株。取得価額は非公開だが「適切なデューデリジェンス（資産査定）を実施の上、公正妥当と考えられる金額にて取得して」いるとの事。2019年11月の発表では2020年9月末日に最終契約締結の予定だったが、実際にはそれよりも約2ヶ月半早まり、株式譲渡実行日も2020年9月1日に前倒しされた。

### 完全子会社化後の動き

#### 公式ホームページの変更
2020年9月1日よりエコスのホームページ（以下HP）にマスダ等の他の子会社と共に与野フードがグループ会社としてロゴ入りで掲載され、彩鮮館・Yバリュー・フードガーデンの各店舗もエコス・たいらや等の店舗と並んで紹介されるようになった。
与野フードの既存HPは2020年7月の春日部大沼店の閉店告知が掲載されなかったりスタッフブログの更新が止まる等、子会社化発表前と比べて情報の精度が下がりながらも2020年9月1日以降もエコスHPと併存していたが、翌10月上旬頃からアクセス出来なくなり、エコスHP上のみでの情報開示に一本化された。
与野フード本社のFacebook・一部店舗のtwitterアカウントは未だ残っているものの、現在は運用されていない。
なお、2019年11月にエコスから子会社化の方針が発表されて以降2020年9月の完全子会社化および10月のHP閉鎖に至るまでの間、与野フード既存HP上で一般消費者等に向けた子会社化についての具体的な発表・説明が行われる事はなかった。

#### ワイワイポイントカードの運用終了
2002年から彩鮮館与野店やフードガーデン等の新店を中心に実験的に導入され、やがて与野フード全店が対象となった『ワイワイポイントカード』は完全子会社化以降エコスグループ全店で利用可能となっていたが、2022年（令和4年）6月30日を以て取り扱いを終了しエコスグループ全体で展開している電子マネー機能付の新『ハッピーカード』（2020年10月より導入）に完全移行した（エコス既存の『ハッピーカード』『たいらやメンバーズカード』も同時に終了）。

#### 一部店舗を「TAIRAYA」へ転換
2022年（令和4年）4月26日にフードガーデン宮原東口店をエコスグループの店舗ブランド「TAIRAYA」へ転換、以後数店舗で同様に「TAIRAYA」へのリニューアルが行われている（→#TAIRAYAへ転換した店舗を参照）。
2025年（令和7年）4月24日には、かつて本社を併設し実質的な与野フード本店であった彩鮮館与野店も、与野駅西口の再開発に伴う建て替えによりTAIRAYAへ転換された。

## 店舗
（）内は住所、開業年月日、店舗面積など。<営業時間は公式ホームページを参照>

### Y-VALUE
Y-VALUE（ワイ・バリュー）は、1995年（平成7年）7月1日に業態転換した七里店から展開したディスカウント型の大型食品スーパー業態。新規出店の他、与野フード店舗を衣替えした店舗も多かったが、その後ほとんどの店舗はフードガーデン業態に再転換、あるいは競合店進出の影響で閉店に至る等している。
- 美女木店（戸田市美女木。店舗面積約1,427 m2[45]）
  - 1975年（昭和50年）5月「与野フード」として開店、その後業態転換。

### FOODGARDEN
フードガーデン（「FOODGARDEN-VALUE-」=バリュー・フードガーデン=とも）は、1999年（平成11年）より展開している与野フードの新形態スーパーマーケット。
「豊富な品揃え・エンターテインメント・くつろぎ・ミールソリューション」のコンセプトの大規模な店舗で食品・日用品を多数揃えるほか惣菜品のインストアキッチンの面積を増やすなど惣菜系統の取扱を強化し、イートインコーナーを設けている新座店のような店舗もある。
新規出店当初は他チェーンとの差別化を図る為中国茶コーナーや癒しコーナーを設けて、茶葉と茶器・アロマオイルや入浴剤・今までの食品スーパーではあまり見られなかったファンシー雑貨の類の導入が行われたが、従来の食品・日用雑貨との仕入慣習の相違への対応が不十分だった為に過剰在庫の問題を引き起こし、売上も低迷した事から数年で大幅に縮小された。
新規出店のほか、日進店・七里店・白鍬店など与野フード→Y-VALUE→FOODGARDENと複数回に渡り業態変更をしながら、昭和の与野フード草創期から営業を続けている店舗もある。
2000年代 - 2010年代の長きに渡り将来的にも主力として展開する業態とされてきたが、1号店の宮原東口店開店から20年以上が経過しコンセプトや品揃えが時勢や各店の地域性に本当にマッチしているのかといった抜本的な見直しが必要な時期を迎えており、今後のエコスの判断が注目される。
- 新座店（新座市野火止5、ラ・ヴィーニュ1階）
  - 2000年（平成12年）9月14日開店。イートインコーナーのほか、初めてドラッグストアのマツモトキヨシも併設した店舗である[26]。
- 戸塚安行駅店（川口市長蔵新田。店舗面積約1,316 m2[45]）
  - 2003年（平成15年）12月1日開店[46]。
  - オフィシャルスポンサーを務める浦和レッズの本拠地である埼玉スタジアムに最も近い店舗の為、レッズセールやグッズ販売に力を入れている。
- 日進店（さいたま市北区日進町2。店舗面積約2,086 m2[45]）
  - 1966年（昭和41年）12月開店→1990年代後半にYバリュー→2005年（平成17年）3月4日に店の西側にあった丸広（2002年8月閉店）の跡地に移動。売場面積も大幅に拡大させ、フードガーデンとして新装開店[35]。
  - サンドラッグを併設している[35]。
- 宮原西口店（さいたま市北区日進町3[12]。店舗面積約1,147 m2[45]）
  - Y-VALUEとして1997年（平成9年）12月13日開店[12]、→2000年代後半にフードガーデンに業態変更。
- 北与野店（さいたま市中央区上落合2、アルーサ北与野ショッピングモール地下1階。店舗面積約1,300 m2）
  - 2010年（平成22年）2月26日開店。クイーンズ伊勢丹が撤退した跡に出店した[36]。
  - 『諸国名産』地域の風土と歴史の中で親しまれ愛され続けてきた味の数々をコーナー展開（永平寺の胡麻豆腐、九州の産品など）。『諸国銘菓』新潟の浪速屋の柿の種なども品揃えし、北海道から沖縄まで全国の地域で愛される菓子が並ぶ。
- 白鍬店（さいたま市桜区白鍬[45]。店舗面積約1,411 m2[45]）
  - 1979年（昭和54年）1月開店[45]。
  - 与野フード→Yバリューとしての約30年の営業を経て、2010年（平成22年）4月の大規模改装時にフードガーデンに業態転換。ハード面では耐震工事と漏水防止対策を行った為、約2か月の休業となった。白鍬店の従業員のほとんどはその間、北与野店オープンの応援に回り、特にグロッサリー部門の従業員は開店前からアルーサ北与野ショッピングモールの出入口にてワイワイポイントカードへの事前入会キャンペーンの運営を担当したり[47]、北与野駅前で開店日を告知しながらのチラシ配りやセールストーク等の営業活動も社員or準社員、主任orそれ以外といった肩書きに関係なく連日続けられた。これらの営業活動は地域住民の北与野店開店の認知度向上に大きく貢献し、また白鍬店のグロッサリー部門の従業員の接客スキルも急激に向上する結果となった。

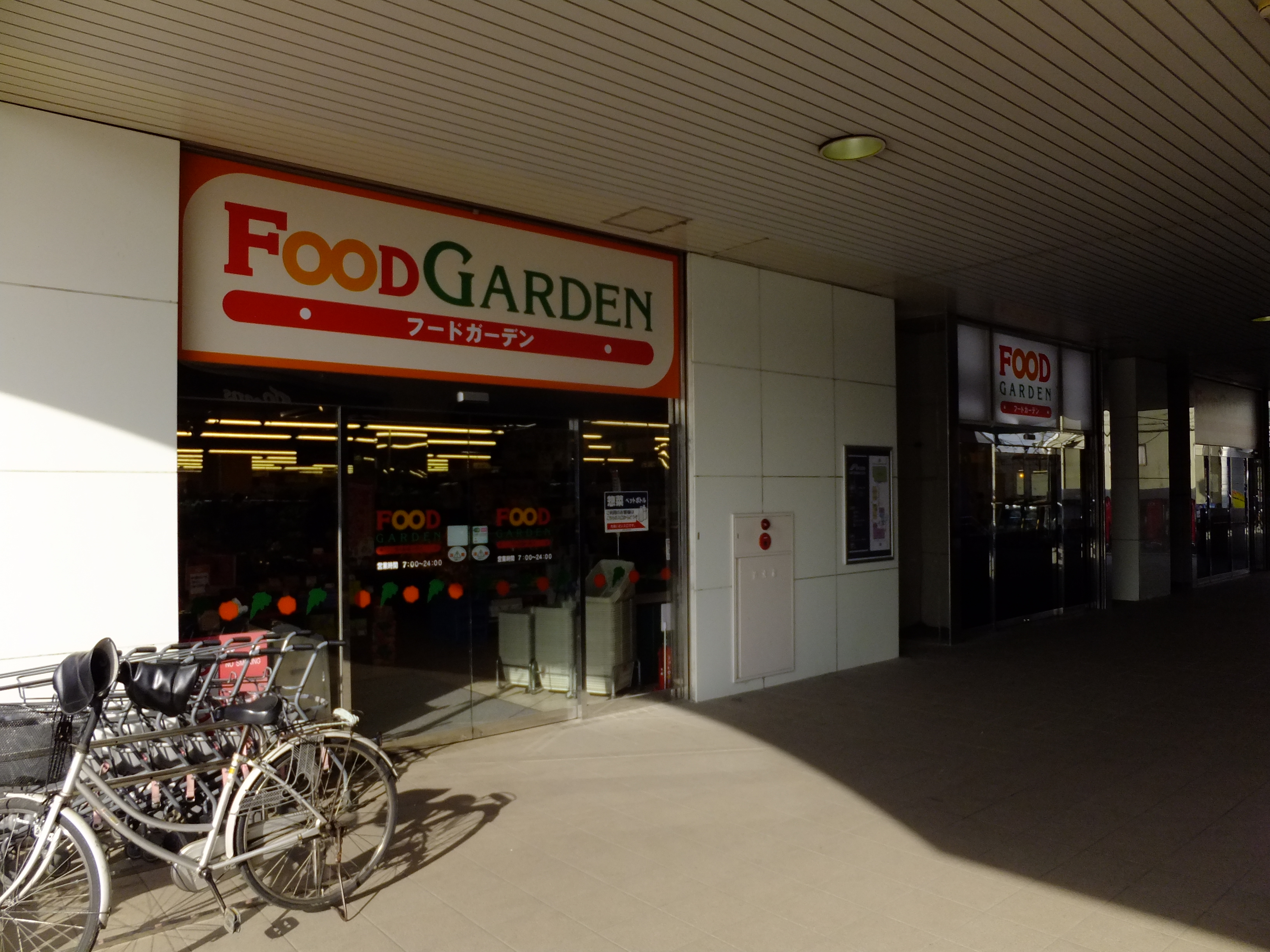
フードガーデン与野本町駅店

- 与野本町駅店（さいたま市中央区本町[45]ビーンズ与野本町内。店舗面積約1,026 m2[45]）
  - 与野フードとして1989年（平成元年）3月に開店→2010年代前半にフードガーデンに業態変更。
  - 改札前の駅近店舗の為「与野フード」時代は通勤・通学客のコンビニ的な需要も見込んで「Yバリュー」「フードガーデン」店舗とは異なった商品・価格政策が取られていた。2000年代半ばには自社運営のカフェ業態を併設したり、早朝専門の派遣スタッフを活用し朝の通勤・通学時間帯からの営業を始める等した。しかし、カフェ業態は運営の人材不足や採算が合わない状態が続いた為数年で終了。早朝時間帯の営業はコロナ禍での外出自粛・テレワーク普及の影響や人件費の抑制を図るエコスの意向もあり2022年（令和4年）1月4日より9時開店に変更された[48]（閉店時間は夜12時のまま変更なし）。

### TAIRAYAへ転換した店舗
- 宮原東口店（さいたま市北区宮原町2。店舗面積約1,510 m2）
  - 1999年（平成11年）3月27日開店。フードガーデンの1号店であり20年以上旗艦店として営業してきたが、2022年（令和4年）3月21日に休業し[49]、4月26日にエコス本体の主力業態であるTAIRAYAの屋号でリニューアルオープン[50]。Pascoブランドを使用した自社運営のインストアベーカリーコーナーを廃止し、精肉・鮮魚等を縮小する一方で弁当・惣菜類を拡大。加工食品の品揃えも大幅に見直される等エコス傘下入り前後の与野フード各店舗よりも更にエコス・TAIRAYA業態の特色を前面に打ち出した店舗リニューアルとなった。
- 朝霞三原店（朝霞市三原。店舗面積約1,396 m2[45]）
  - 1996年（平成8年）12月Y-VALUEとして開店→2000年代後半にフードガーデンに業態変更。2022年（令和4年）2月の改装時にFOODGARDENの屋号は残したまま大胆なEDLP路線に転換[51]。近隣での競争激化に対するエコスグループの新たな試みとなった[52]。2023年3月17日、TAIRAYA朝霞三原店としてリニューアルオープン[53]。
- 吉野町店（さいたま市北区吉野町。店舗面積約1,490 m2[45]）。
  - 1992年（平成4年）11月「Yバリュー」新店として開店。2023年9月20日、TAIRAYA吉野町店としてリニューアルオープン[54]。
- 上尾中妻店（上尾市中妻。店舗面積約1,668 m2[45]）
  - 1999年（平成11年）5月開店[17]。2024年（令和6年）5月26日を以って休業[55]、同年7月2日TAIRAYA上尾中妻店として再オープン[56]。
- 七里店（さいたま市見沼区東門前[8]）
  - 与野フードとして約18年間営業した後1995年（平成7年）7月1日Y-VALUEに業態転換[11]→2004年（平成16年）12月にフードガーデンとして改装開店→2024年9月30日より改装のため休業、TAIRAYAとして2024年11月15日に再オープンした[57][58]。
  - 2011年（平成23年）の東日本大震災時にはその立地により揺れが激しく、与野フード全店の中で最も商品破損等の被害が大きく休業期間が長かった店舗でもある。
- 与野店（さいたま市中央区下落合）。
  - 「彩鮮館与野店」として営業していたが、与野駅西口土地区画整理事業にともない建て替えのため2023年1月21日より休業[59][60]、2025年（令和7年）4月24日にTAIRAYA与野店としてリニューアルオープンした[61]。
  - かつての彩鮮館与野店（店舗面積約2,906 m2[45]）は実質的な本店で2階に本社を併設。1960年（昭和35年）10月開店→1975年（昭和50年）5月「与野ショッピングプラザ」の中核店舗として改装開店、その後も幾度か内装のリニューアル・入居テナントの変更等が行われていた。建て替えによる休業後の再オープンは、当初2024年夏と発表されたが[62][63]、のち2025年オープン予定と変わっていた[64]。

## 過去に存在した店舗

### 彩鮮館
「彩鮮館」はYバリュー業態の思想を取り入れた食料品・日用品を扱う小型スーパーマーケット。元々はYバリュー業態よりも小さな既存店を業態転換するために作られた業態であった。生鮮食材の取扱に重点を置いた業態コンセプトで複数の店舗を展開したが、最後に残った与野店がTAIRAYAに転換され、彩鮮館の店舗はなくなった。
- 赤山店（さいたま市浦和区領家）- 1996年（平成8年）12月6日に赤山店を90坪強から140坪に増床する改装を行って彩鮮館へ業態転換[16]。

### 与野フード
- 久喜店（埼玉県久喜市[16]）
- 和戸店（埼玉県南埼玉郡宮代町[16]）
- 伊刈店（川口市伊刈[45]、店舗面積約1,243m2[45]）- 1972年（昭和47年）5月開店[45]。
- 櫛引店（さいたま市大宮区櫛引町）- 借地契約が満了し閉店。跡地は高層マンションとなった。
- 本町店（与野市〈現さいたま市中央区〉）- 1975年（昭和50年）8月開店、2005年（平成17年）閉店。
  - 創業家・井原家の敷地（本邸から道路を挟み正面、かつては後述の『一心館』が建てられていた場所）にて開業。土地が300坪しかなく駐車場も作れなかった為、1990年代以降は顧客ニーズとの乖離により売上不振が常態化した。
- 鴻巣店（埼玉県鴻巣市）- 1964年（昭和39年）開店、2011年（平成23年）2月9日閉店。
  - 井原弥一郎社長と正野三郎専務が現さいたま市の中心エリアをあえて避け、遠洋に出て体力を養うマッコウクジラの生態になぞらえて名付けた「離れ抹香作戦」に基き出店した2号店[65]。
  - 鴻巣駅周辺のまちと共に発展してきた与野フードの店舗の中でも老舗中の老舗だったが、2000年代半ばに完成した駅直結の商業施設「エルミこうのす」内のスーパー「ブルーミングブルーミー」（いなげや系列）の開業が売上を直撃。賃料の値上げにも対応出来ず閉店に至った[66]。

### フードガーデン
- 佐知川店（埼玉県さいたま市西区佐知川13[67]、店舗面積約2,153m2[45]）- 2004年（平成16年）4月15日開店[67]。
  - 同一敷地内に駐車場を共有する形でドラッグストアのマツモトキヨシや100円均一店のキャンドゥが出店していた[67]。現在はトライアルに転換。
- 櫛引店（さいたま市大宮区櫛引町1[45]、店舗面積約1,345m2[45]）- 2012年（平成24年）12月開店、2019年（令和元年）閉店。
  - 旧ヨークマート大宮櫛引店[45]。一番新しい店舗だったが閉店。
- 春日部大沼店（春日部市大沼3、9:00 - 21:00）- 2003年（平成15年）開店、2020年（令和2年）7月12日15時閉店[68]。
  - 比較的競合の少ない地域ではあるが、「コープみらい」が長年に渡り近隣住民の支持を集めており、開業以来苦戦が続いていた。

### Y-VALUE
- 籠原店（埼玉県深谷市東方）
  - 旧ヨークマート深谷店[13]。
- 吹上店（埼玉県鴻巣市（旧吹上町））
  - 1995年（平成7年）8月期に競合店との競争で最盛期の約半分に売上げが落ち込む[69]など業績が低迷したため閉店した。
- 宮原4丁目店（埼玉県さいたま市北区） - 2010年（平成22年）4月12日18時閉店。
  - 旧ライフ宮原店への居抜き出店。
- 原山店（埼玉県さいたま市緑区、長崎屋地下食品売場）
  - 長崎屋がドン・キホーテ浦和原山店に2010年（平成22年）5月1日に転換したのを機に地下食品売場を直営化したため閉店した[70]。
- 盆栽店（埼玉県さいたま市北区） - 1977年（昭和52年）2月 開業、2012年（平成24年）10月10日18時閉店。
  - 昭和50年代後半、埼玉県住宅供給公社がJR東北本線土呂駅駅前に建設するショッピングセンター（以下SC）内のキーテナントとしての指名を得る事に成功し、社長の正野主導で移転計画が進められた。しかし埼玉銀行（現在の埼玉りそな銀行）から創業家の負担が大きい融資条件が提案されると、筆頭株主で当時は非常勤取締役だった井原實を中心とした拡大路線慎重派が反対し計画は頓挫。既に諸々の仮契約が締結されていたことから地元の不信感が高まり経営に悪影響が及ぶ事態を避ける為、正野は土呂SC移転白紙撤回の責任を取る形で社長を辞任し会長職に退いた（正野から社長辞任の意向を伝えられた井原實は、土呂SC進出計画の撤回が自分自身の筆頭株主としての判断だったにも関わらず「それほどまでしないでもいいんじゃないですか」とコメントするにとどまったという）[65]。土呂SCには東武ストアが進出。1986年（昭和61年）に東武マインがオープンし、盆栽店はわずか800メートルの距離に出来た大型競合店に長年苦しめられる事になった。
  - 東日本大震災後の2011年後半〜2012年前半にかけてはヤオコー・オーケーが相次いで近隣に進出。
- 東浦和店（埼玉県さいたま市南区大谷口） - 2011年（平成23年）5月15日閉店[71]。
- 草加店[13]（草加市氷川町172-10）1996年（平成8年）9月開店 、2016年（平成28年）8月28日 17時閉店。
  - 東浦和店・草加店ともに長年競合店の進出に苦しみ大掛かりな改装を行ったが、その効果は得られなかった。

### 県外店舗
- バリュー・フードガーデン（FOODGARDEN）小山店（栃木県小山市）- 1999年（平成11年）10月23日営業開始、2005年（平成17年）7月閉店。
  - 小山駅西口前のショッピングセンタービル「ロブレ」の地階にあったイズミヤ直営の食品・日用品売場が撤退し、イズミヤからアプローチを受けた与野フードが埼玉県外初店舗として地階跡地で1999年（平成11年）10月23日より食品スーパー「バリュー・フードガーデン（FOODGARDEN）小山店」として営業開始した[23]。
  - 開店を機に地元の老舗洋菓子店「クインズケーキ」（現在は千葉県勝浦市に移転）との繋がりができ、与野フード全体の予約クリスマスケーキにクインズケーキの商品が長年採用される等、他スーパーとの差別化に寄与する面もあった一方で、配属された与野フード正社員のほとんどが埼玉県内在住で生活基盤を県外に移す事も困難だった為、長時間の通勤を強いられる等の弊害も起きていた。
  - 周辺スーパーの競争激化による売上不振で2005年（平成17年）7月に閉店。これにより、与野フードの店舗は再び埼玉県内のみとなった。

## セルコチェーンとの関わり
地場系の中小スーパーマーケットで構成されるボランタリーチェーン「セルコチェーン（全国セルコグループ）」の代表を正野三郎が1993年（平成5年）に勇退するまで務めた。
その後、2002年（平成14年）6月に社長の井原實（のちに代表取締役会長→子会社化以降は代表権の無い取締役名誉会長)が副理事長、2007年（平成19年）5月31日から副理事長との兼任で本部機能を担っている日本セルコの社長、2021年（令和3年）6月2日には理事長に就任した。セルコチェーンの中核企業の1つであり、関東城西セルコに所属している。

## スポーツ・文化振興を通じた地域貢献
浦和レッズのオフィシャルスポンサーとしての活動
2003年（平成15年）度より浦和レッズのオフィシャルスポンサーとなり、浦和レッズのグッズや焼酎「浦和の涙」の販売をしている。
長年、店舗の利用客や従業員を対象にレッズの試合時のビューボックス席への招待企画や選手との交流会・子どもたち対象のサッカー教室などが開催されている。
2022年（令和4年）現在、24企業からなる『オフィシャルパートナー』のうちの1社として埼玉縣信用金庫、JAグループさいたま、でんきち（家電量販店）などと共に浦和レッズの活動を支えている。

一心館

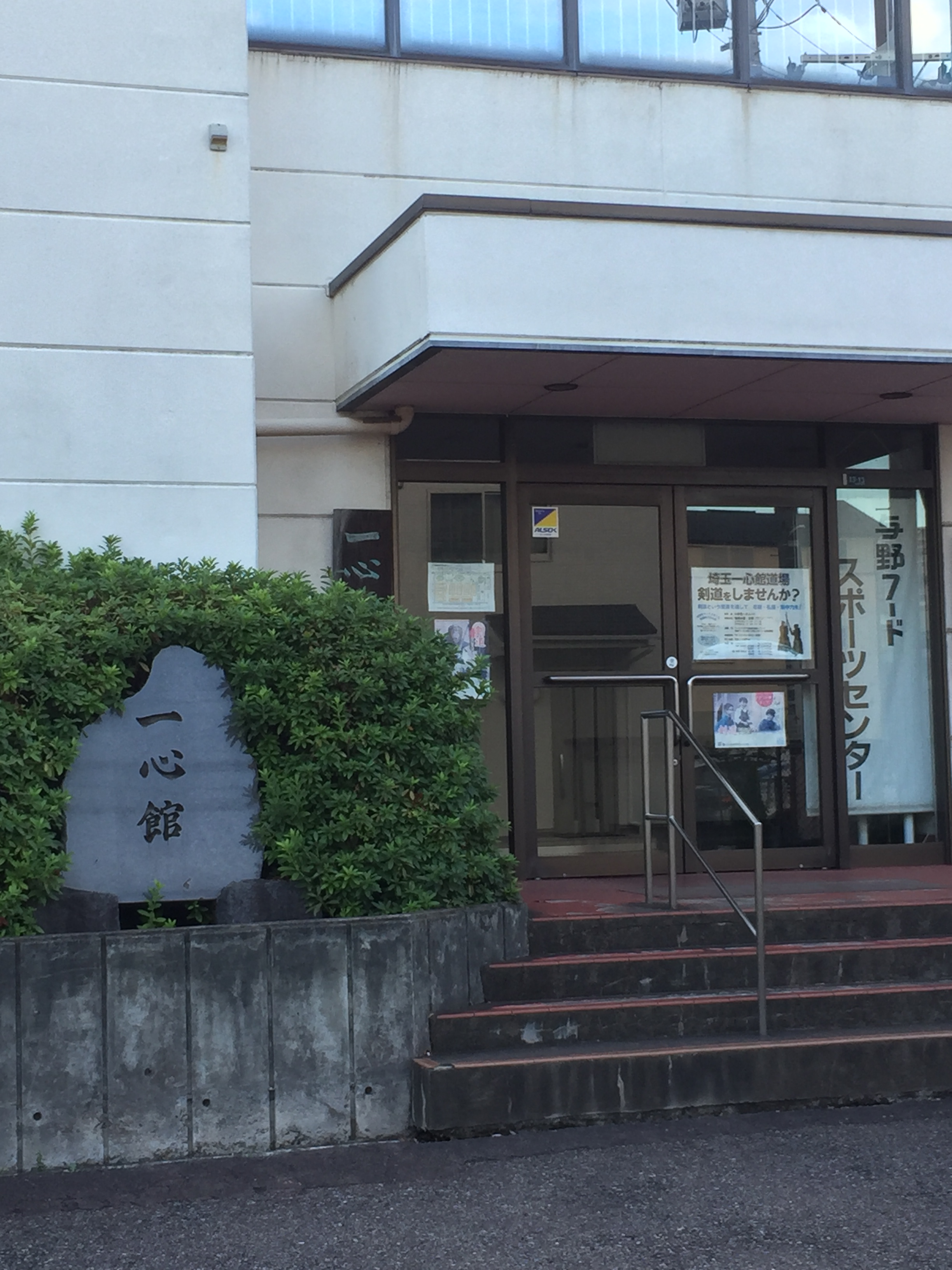
一心館　正面入口

さいたま市中央区新中里には、同社のスポーツセンター「一心館」がある。
1933年（昭和8年）に初代社長井原弥一郎の父・和一（わいち）が青少年育成の為に私財を投入して建てた武道場の名がその由来となっている。
1980年（昭和55年）に正野三郎社長が創業20周年の記念事業として「与野フードを育ててくれた市民への御恩返し」の為に場所を移して再建し、現在も地域の少年少女たちの剣道・柔道などの武術の稽古場として使用されている。
さいたま芸術劇場
さいたま市中央区・与野本町駅が最寄りの彩の国さいたま芸術劇場を運営する公益財団法人埼玉県芸術文化振興財団のサポーターを長年務めている。
他にサポーターとなっている企業はしまむら、十万石ふくさや、ハイデイ日高、埼玉りそな銀行、埼玉縣信用金庫など。
さいたま芸術劇場は蜷川幸雄のシェイクスピア公演場所としても有名だが、そのような優れた舞台芸術を提供するだけでなく県民の日々の稽古の場、練習の場として、またその成果の発表の場として提供し埼玉県民の芸術・文化活動を広く支援するという役割も担っており、身近な芸術施設として地元住民に親しまれている。